# Hermetia beebei
Hermetia beebei är en tvåvingeart som beskrevs av Charles Howard Curran 1934. Hermetia beebei ingår i släktet Hermetia och familjen vapenflugor.
Artens utbredningsområde är Guyana. Inga underarter finns listade i Catalogue of Life.